# Правосознание
Правосознание — это одна из форм общественного сознания, представляющая собой систему правовых взглядов, теорий, идей, представлений, убеждений, оценок, настроений, чувств, в которых выражается отношение индивидов, социальных групп, всего общества к существующему и желаемому праву, к правовым явлениям, к поведению людей в сфере права. То есть это субъективное восприятие правовых явлений людьми.

## Термин
Будучи специфической формой сознания, правосознание имеет свой особый предмет отражения и объект воздействия. Предметом отражения правосознания являются общественные отношения, требующие правильного регулирования, само право, его функционирование, поступки людей в сфере права, а также правовые явления, возникающие в связи с действием правовых норм. Причем спецификой восприятия является то, что оно происходит на фоне сложившихся в обществе правовых реалий, на основе действующих юридических понятий о правах и обязанностях членов общества и т. п. 
Таким образом, правосознание не только отражает юридическую действительность, поведение людей в сфере права, но и участвует в регулировании поведения, а также в определении тех отношений, которые объективно нуждаются в правовой регламентации. 
На основе правовых установок и ценностных ориентаций, сопоставления своего поведения с правовыми установками осуществляется регулятивная функция правосознания, возникает побуждение к правомерному или противоправному поведению.

## Структура правосознания
- Правовая идеология (отношение общества к праву в целом — правовая среда личности): правовые доктрины и понятия, принципы, уровень юридической науки в целом.
- Правовая психология (эмоциональная оценка обществом и отдельными людьми правовых явлений): чувства, настроения, переживания.
- Индивидуальные знания о праве (уровень знаний каждой отдельной личности): уровень учёного-правоведа, неспециалиста и т. д.
- Личностные ценности индивида (личный опыт и система убеждений, опираясь на которые человек оценивает правовые явления).
- Субъективная воля индивида — способность человека на основании знаний и чувств принимать решение, определяющее правомерность или неправомерность его поведения.

## Виды правосознания
- Индивидуальное правосознание  — личное отношение человека к праву (отражает взгляды и убеждения конкретно взятого индивида). Уровень правосознания в данном случае определяется способностями и возможностями индивида.
- Групповое — отношение к праву различных мелких социальных групп и коллективов.
- Корпоративное — правосознание представителей различных профессий, социальных групп и слоёв, партийное правосознание.
- Массовое — правосознание обширных масс людей.
- Общественное — отношение к праву всего общества (сумма накопленных знаний, представлений о праве за все время существования человечества).

Структура правосознания:
1. Первый элемент — информационный. Это наличие в сознании того или иного объема информации о законе.
2. Второй элемент — оценочный. Получив информацию о нормативном акте, человек как-то к нему относится, как-то его оценивает, сопоставляет с собственными ценностями.
3. Третий — волевой. Узнав о законе и оценив его, человек решает, что он будет делать в условиях, предусмотренных законом, использовать его или нет.

## Уровни правосознания по глубине отражения правовой деятельности
- Обыденное правосознание — правосознание обывателя, ориентирующегося на свой житейский юридический опыт. В данном случае человек руководствуется простой логикой.
- Теоретическое (научное) правосознание — формируется на базе широких и глубоких правовых обобщений, знаний и закономерностей в социально-правовой сфере.
- Профессиональное правосознание — это правовое сознание юристов-практиков, получивших юридическое образование, которое предполагает обладание систематизированными знаниями, умениями и навыками, необходимыми для успешного выполнения работы в качестве юриста.

## Функции правосознания
- Познавательная функция - определенная сумма юридических знаний, являющихся результатом интеллектуальной деятельности.
- Оценочная функция вызывает определенное эмоциональное отношение личности к разным сторонам и явлениям правовой жизни на основе опыта и правовой практики.
- Регулятивная функция правосознания осуществляется посредством правовых установок и ценностно-правовых ориентаций, синтезирующих в себе все иные источники правовой активности.
- Прогностическая функция (моделирования) состоит в формировании определенных моделей (правил) поведения, которые оцениваются правосознанием как должные, социально-необходимые. Она заключается в предвидении того, какие нормы нужно применять и каким образом поступать, чтобы закрепленные в них права и обязанности эффективно регулировали общественные отношения. Нормы права по существу являются продуктом правосознания. Выступая идейным источником права, правосознание и выполняет прогностическую функцию.

## Правосознание и право
Между правом и правосознанием существует тесная взаимная связь. Эта связь проявляется как во влиянии правосознания на право, так и наоборот — во влиянии права на правосознание. Прежде всего, это влияние проявляется в процессе формирования права и весьма заметно на его завершающей стадии — стадии правотворчества. Оно заключается в том, что именно правосознание вырабатывает представления о необходимости и потребности принятия определенных нормативно-правовых решений. Определяющее значение имеет уровень правосознания, правовой культуры всех субъектов, участвующих в создании нормативных правовых актов. 
Не в меньшей степени правосознание влияет и на соблюдение законов. Как форма общественного сознания оно оказывает корректирующее воздействие на сознание отдельных индивидов и таким образом способствует повышению его уровня, приближению индивидуального правосознания к общественному. Соблюдение требований законодательства находится в прямой зависимости от уровня правосознания всех членов общества, их культурности. 
Правосознание играет важную роль и при решении компетентными органами конкретных юридических дел в процессе применения правовых норм. В настоящее время без наличия соответствующей нормы права правосознание не может быть основанием при принятии решений по юридическим делам, и тем более когда речь идет о привлечении к уголовной ответственности, то есть оно не используется в качестве источника права. 
В свою очередь происходит воздействие права на правосознание. Оно проявляется в том, что право способствует внедрению в сознание членов общества прогрессивных правовых идей, принципов и представлений о праве. Положенные в основу определенного законодательного акта прогрессивные идеи и представления сначала могут принадлежать отдельным представителям общества, обладающим высоким уровнем правовой осведомленности. Приняв форму закона или иного акта, эти идеи становятся достоянием всего общества, они широко распространяются, воспринимаются и осознаются всеми членами общества. 
Право оказывает влияние на формирование правосознания и в процессе его реализации, особенно в форме применения. Деятельность по применению права судов, органов внутренних дел, прокурорских и других органов, основанная на законности, справедливости и гуманности, способствует становлению и развитию у людей положительных правовых чувств, утверждению высокого уровня правосознания. Если же в процессе этой работы допускаются грубые ошибки, произвол, беззаконие, то это вызывает возмущение, подрывает силу права, в саму идею справедливости. Таким образом, правосознание играет важную роль в правотворчестве, совершенствовании и реализации норм права. Право, юридическая практика, в свою очередь, активно воздействуют на формирование правосознания членов общества.